# Guerra ottomano-persiana (1743-1746)
La guerra ottomano-persiana del 1743–1746 venne combattuta tra l'Impero ottomano e l'Impero persiano sotto la guida di Nadir Shah.

## Antefatto
La Persia aveva tentato di rettificare il trattato di Costantinopoli (1736), chiedendo che i Ja'fari, una piccola setta sciita, venisse accettata come legale dall'Islam.
Nel 1743, Nadir Shah dichiarò guerra all'Impero ottomano quando ne trasse risposta negativa dal sultano e chiese nel contempo l'immediata resa di Baghdad. I persiani avevano catturato Baghdad nel 1623 e Mosul nel 1624, ma gli ottomani avevano ripreso Mosul nel 1625 e Baghdad nel 1638. Il trattato di Zuhab nel 1639 tra l'Impero ottomano e l'Impero safavide aveva dato come risultato una pace per 85 anni. Dopo la caduta della dinastia safavide, Russia ed Impero ottomano si erano accordati per dividersi la regione caspica della Persia, ma con l'avvento al trono di Nadir Shah i russi ed i turchi vennero sconfitti e costretti a ritirarsi dalla regione. Nadir Shah entrò in guerra dal 1730 al 1736 contro gli ottomani ma questa si concluse con un nulla di fatto. Nadir Shah si rivolse quindi ad est e dichiarò guerra all'Impero Moghul ed invase l'India, per rifondersi della guerra contro gli ottomani.

## La guerra
Nadir Shah sognava un impero che spaziava dall'Indo al Bosforo. Per questo scopo raggruppò un esercito di 200 000 uomini che era composto in gran parte da uomini delle tribù dell'Asia centrale che marciò su Costantinopoli, ma dopo che seppe l'ulema ottomana stava preparado una guerra santa contro la Persia, si spostò a est. Catturò Kirkuk, Arbil ed assediò Mosul il 14 settembre 1743. L'assedio durò 40 giorni. Il pascià di Mosul, Hajji Hossein Al Jalili, riuscì a difendere la sua città e Nadir Shah venne costretto a ritirarsi. L'offensiva venne fermata anche a causa delle rivolte scoppiate in Persia (1743–44) per l'elevata tassazione. Le ostilità si diffusero anche in Georgia dove il principe Givi Amilakhvari impiegò dei rinforzi ottomani in un futile tentativo di minare l'influenza di Nadir nell'area, facendo sloggiare gli alleati georgiani della Persia, i principi Teimuraz ed Eraclio.
All'inizio del 1744 Nadir Shah riprese la sua offensiva ed assediò Kars, ma ritornò a Daghestan per sopprimere una rivolta. Tornò quindi nuovamente a Kars e sconfisse gli ottomani nella battaglia di Kars dell'agosto del 1745. Nadir Shah nel frattempo diveniva sempre più pazzo a livello mentale ed iniziò a punire i suoi sottoposti sempre più duramente, fatto che portò ad una rivolta tra l'inizio del 1745 ed il giugno del 1746 quando venne conclusa finalmente la pace. I confini nella guerra però non erano cambiati e Baghdad continuava a rimanere ottomana. Nadir Shah ritirò la sua domanda per il riconoscimento dei Ja'fari. La Sublime porta rimase soddisfatta della guerra ed inviò un ambasciatore in Persia ma prima che questi poté giungere sul posto Nadir Shah era già stato assassinato da un gruppo di suoi ufficiali.